# Convento francescano di Bethlehem
L'ex convento francescano di Bethlehem si trova nel comune di Prato in zona Galceti adiacente al Centro di Scienze Naturali nell'Area protetta del Monteferrato,

## Storia e descrizione
Il convento venne costruito nel 1872-1873; la chiesa ha unasemplice facciata a capanna con all'interno decorazioni di padre Giosuè Bagatti (1932-1936), conserva due tele di Ferdinando Folchi (1880). Di lato alla chiesa è un garbato oratorio neoromanico in pietra alberese e serpentino (1880), donato dagli Strozzi, che conserva i busti dei fondatori del convento (Amalia Dupré, 1888).
I frati francescani hanno abbandonato il convento all'inizio del XXI secolo.

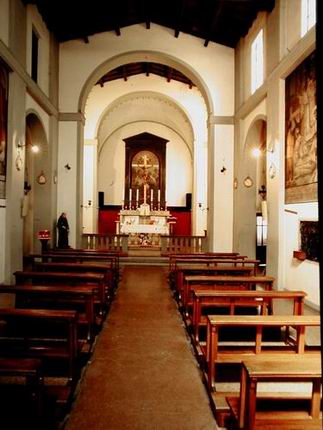
Interno della chiesa
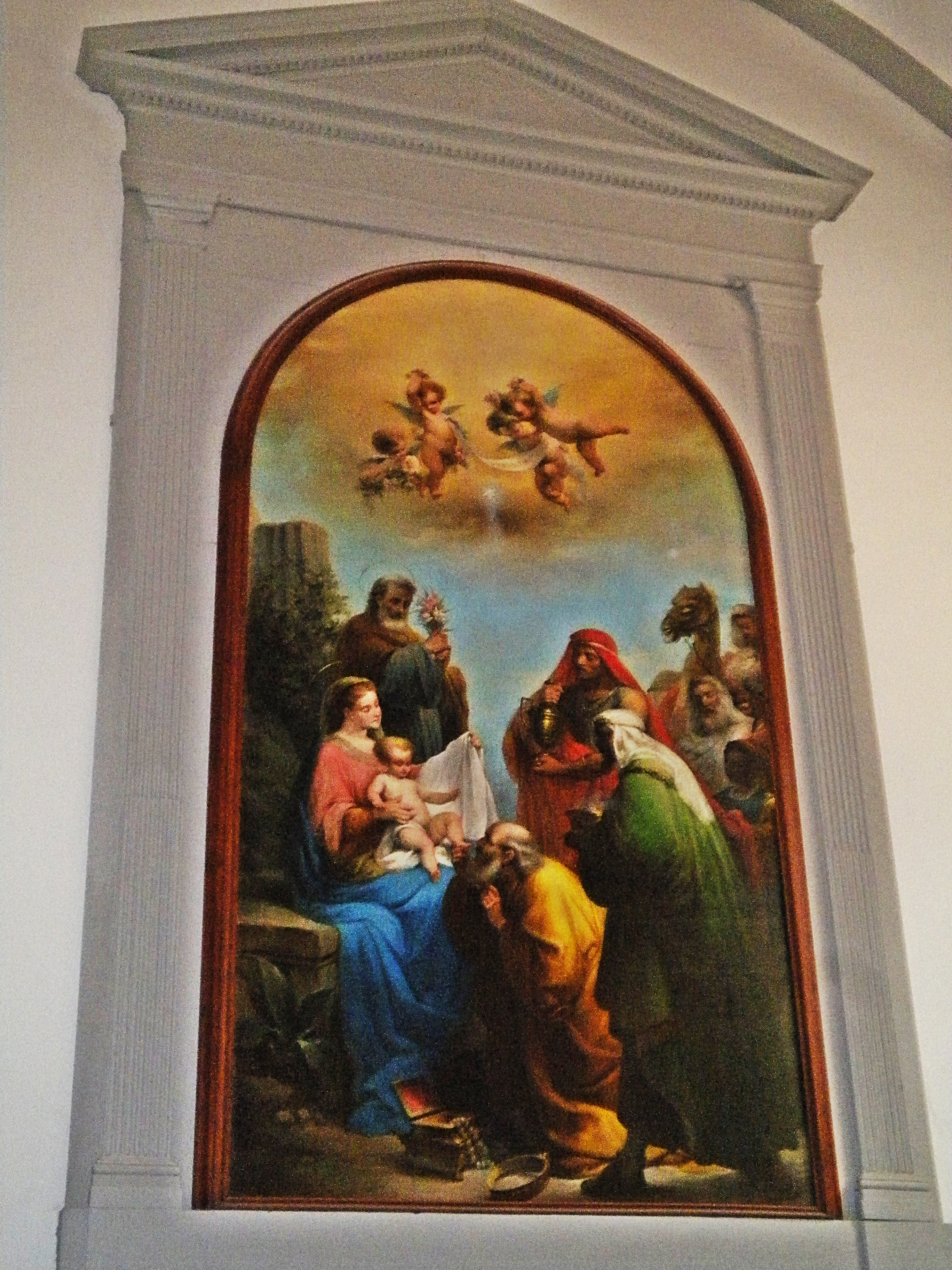
Dipinto di Ferdinando Bolchi
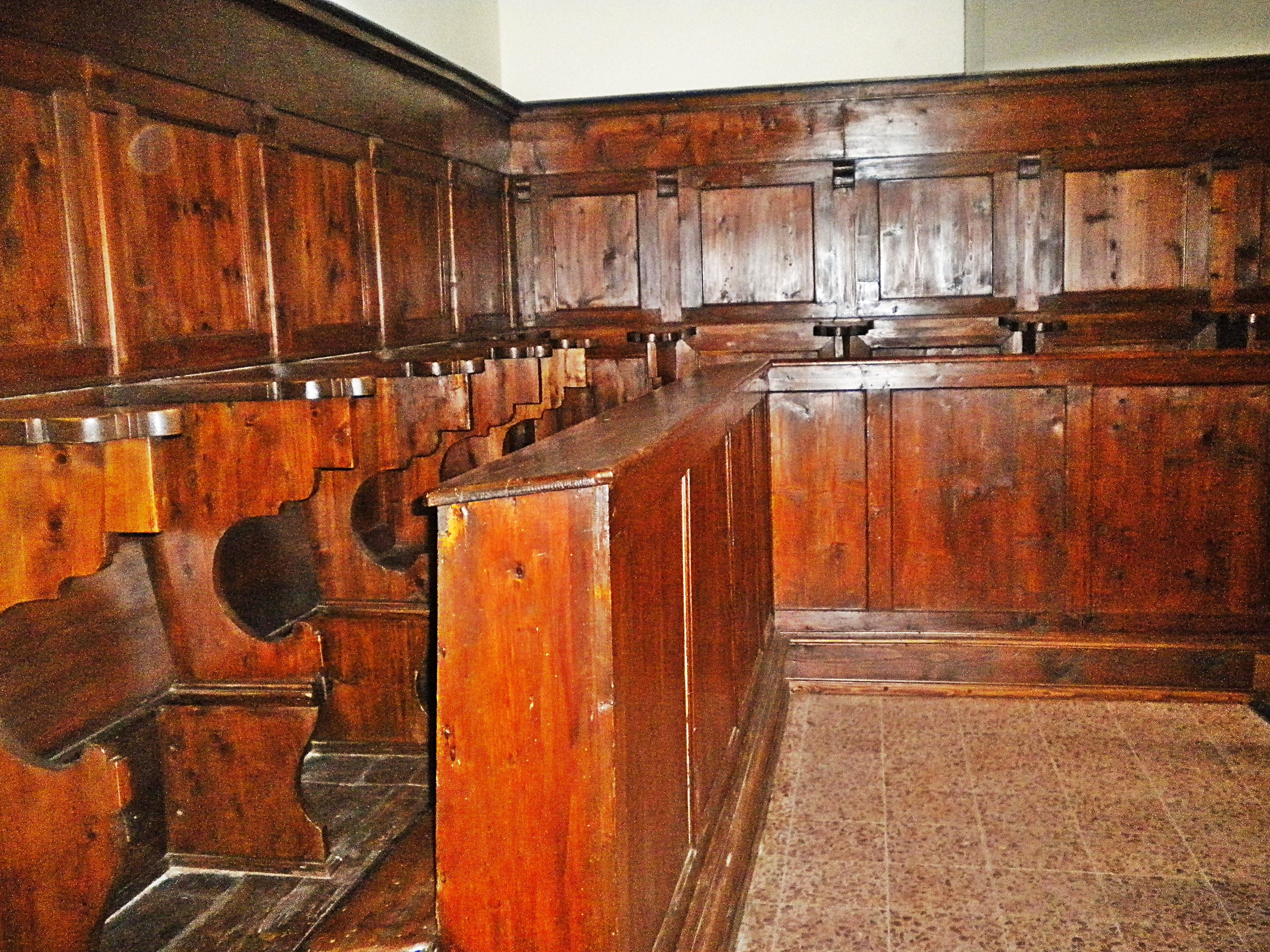
Coro ligneo